# ズアカヒメシャクケイ
ズアカヒメシャクケイ（頭赤姫舎久鶏、Ortalis erythroptera）は、キジ目ホウカンチョウ科ヒメシャクケイ属に分類される鳥類。

## 分布
エクアドル西部、ペルー北西部

## 全長
全長56-66cm。翼長オス22-25.3cm、メス22.5-23cm。頭部から頸部にかけて赤褐色、上面が褐色や緑褐色、腹部が灰白色の羽毛で被われる。尾羽の先端は赤褐色。
虹彩は褐色。顔や喉には羽毛がなく、顔は青や青みがかった灰色、喉は赤い皮膚が露出する。嘴や後肢の色彩は青い。

## 生態
主に標高1,390m以下にある落葉広葉樹林、雲霧林、サバンナなどに生息する。2-7羽からなる小規模な群れを形成して生活する。
食性は植物食で、木の葉などを食べる。
繁殖形態は卵生。6-7月に飼育下では1回に3個の卵を産んだ例がある。抱卵期間は26-28日。

## 人間との関係
開発や放牧による生息地の破壊、狩猟などにより生息数は減少している。エクアドルでは生息地を買い上げ（ナショナルトラスト運動）保護区とする試みが進められている。